# Bellerophon

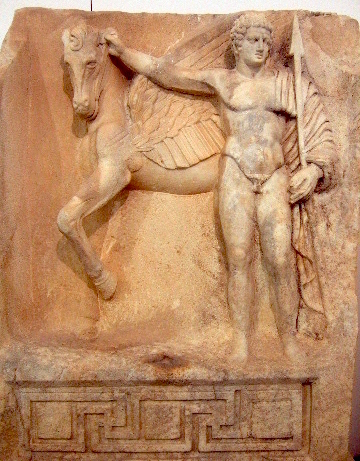
Bellerophon und Pegasus
(Relief vom Sebasteion in Aphrodisias)

Bellerophon (altgriechisch Βελλεροφῶν Bellerophṓn) oder Bellerophontes (Βελλεροφόντης Bellerophóntēs, deutsch ‚Töter des Belleros‘) ist ein Held der griechischen Mythologie. Mit Hilfe des fliegenden Pferdes Pegasos tötete er die Chimära. Die Sage von Bellerophon wird bereits von Homer in der Ilias ausführlich geschildert. Dort ist jedoch Pegasos noch nicht erwähnt.

## Abstammung
Nach Hesiod stammte Bellerophon aus Ephyra, dem späteren Korinth, und war Sohn des Poseidon und der Eurynome.  Als irdischer Vater gilt der korinthische König Glaukos, Sohn des Sisyphos und Enkel des Aiolos. Sein ursprünglicher Name lautete Hipponoos („Pferdeversteher“).

## Sage

### Bellerophon im Exil
Bellerophon wurde aus Korinth verbannt, weil er aus Versehen seinen Bruder, der entweder Deliades, Peiren oder Alkimenes hieß, erschlagen oder einen Mitbürger namens Belleros getötet hatte. Er hoffte, dass ihn König Proitos von Tiryns reinigen werde, doch nachdem er sich am Hofe niedergelassen hatte, wurde er von der Königin (bei Homer Anteia, nachhomerisch Stheneboia) begehrt. Aus Kränkung über Bellerophons Zurückweisung berichtete sie ihrem Gatten, Bellerophon habe sie geschändet. Proitos glaubte seiner Frau, traute sich aber nicht, Bellerophon zu bestrafen, da er sein Gastfreund war. Daher schickte Proitos Bellerophon mit einer Schreibtafel nach Lykien zu seinem Schwiegervater König Iobates. Proitos’ Gattin brachte sich nach Bellerophons Weggang um.
Iobates verbrüderte sich bei Bellerophons Ankunft mit ihm und veranstaltete ihm zu Ehren ein neuntägiges Festgelage; dann erst öffnete er den Brief, der folgende Botschaft enthielt: „Der Inhaber dieses Briefes ist aus der Welt zu schaffen: Er versuchte, meine Gattin, deine Tochter, zu schänden.“ Aber auch Iobates wagte es nicht, Bellerophon zu ermorden, denn er fürchtete die Erinyen. Stattdessen gab er dem Gast den vermeintlich tödlichen Auftrag, die feuerspeiende Chimära niederzustrecken, welche die benachbarte Landschaft Karien verwüstete.

### Die Zähmung des Pegasus

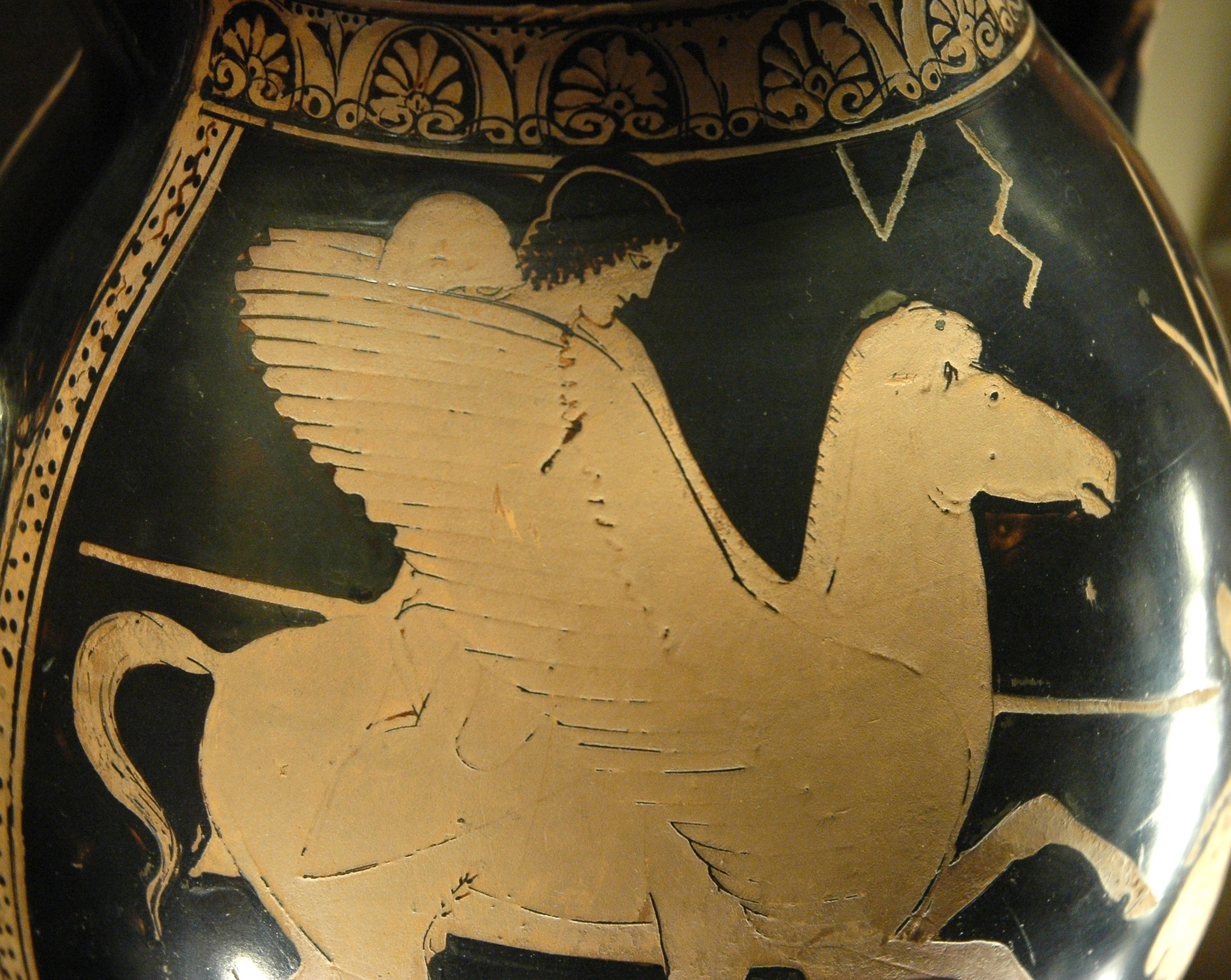
Bellerophon auf Pegasus
(Attisch-rotfigurige Pelike, um. 440 v. Chr.)

Der lykische Seher Polyidos verkündete Bellerophon, dass er für seine Exkursion Pegasus benötige. Um in den Besitz des geflügelten und ungezähmten Pferdes zu gelangen, solle er im Tempel der Athene schlafen. Im Traum erschien ihm die Göttin, legte ein goldenes Zaumzeug neben ihn und sprach: „Was schläfst du, Prinz des Hauses Aiolos? Komm und ergreife dieses Amulett für das Ross und zeige es dem Pferdebändiger, deinem Vater (gemeint ist Poseidon), während du ihm einen weißen Stier opferst.“ Bellerophon nahm das Zaumzeug an sich. Polyidos verriet ihm, dass Pegasus gewöhnlich an der unversiegbaren Quelle der Peirene bei der Zitadelle von Korinth, Bellerophons Geburtsstadt, trank, und dort konnte der Held das Pferd überraschen und zäumen.
Andere Autoren schildern, dass Bellerophon Pegasus gebändigt und gezäumt von Athene entgegennehmen konnte. Pausanias berichtet, dass der Rossezähmer Poseidon seinem Sohn das Tier übergab. Bellerophon bestieg sein Ross und flog mit ihm nach Karien.

### Kampf gegen die Chimära

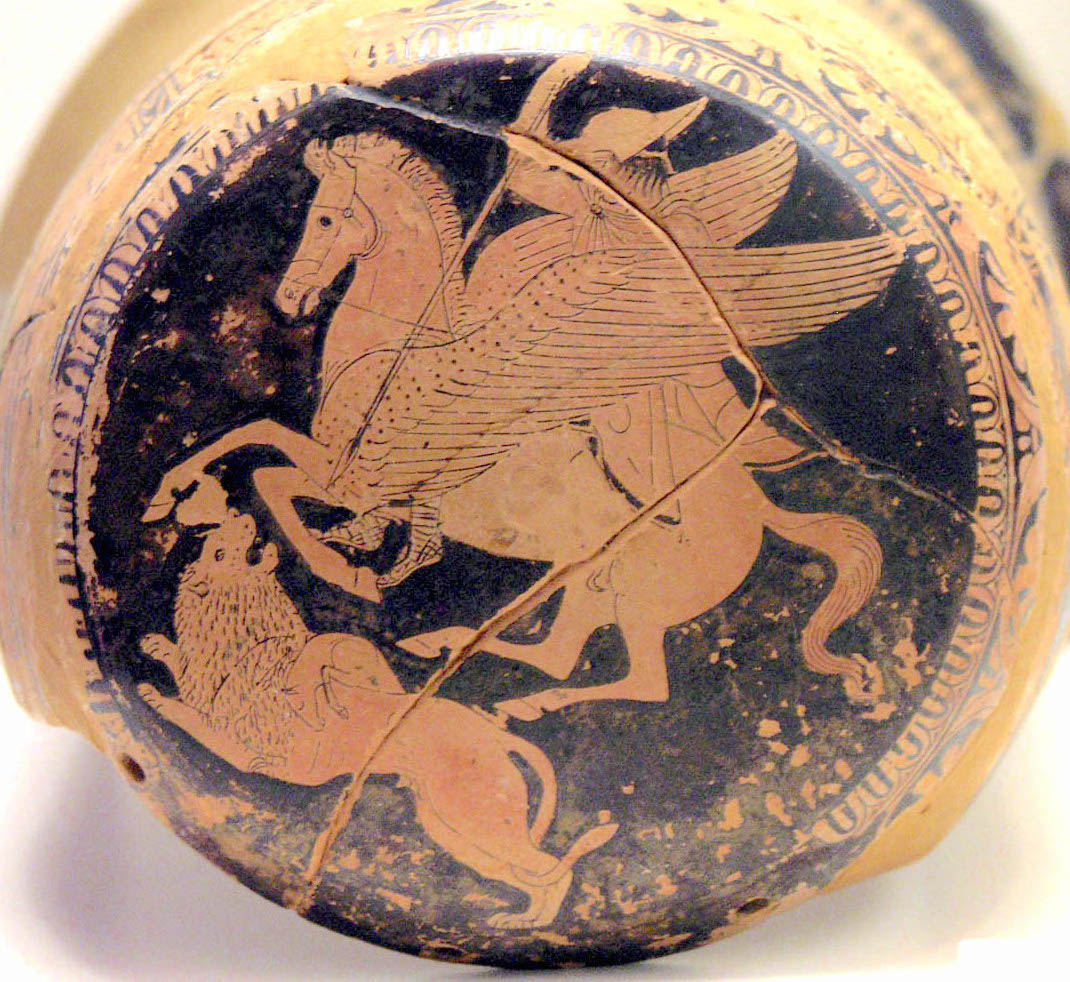
Bellerophon bekämpft die Chimära
(Attisch-rotfiguriges Epinetron, um 425 v. Chr.)

Zwar gelang es Bellerophon mit Hilfe seines geflügelten Pferdes Pegasus, die Chimära aufzufinden, doch widerstand diese seinem Pfeilhagel. Als er der feuerspeienden Bestie so nahekam, dass er die Hitze ihres Atems spürte, hatte er einen Gedankenblitz. Er beschaffte sich einen Bleiklumpen und steckte diesen auf die Spitze seines Speers. Dann griff er die Chimära frontal an, und während er im letzten Moment abdrehte, brachte er den Klumpen im fauchenden Rachen des Tieres unter. Der feurige Hauch der Bestie brachte das Blei zum Schmelzen und verstopfte ihre Atemwege, worauf sie erstickte. Bellerophon kehrte daraufhin zu König Iobates zurück.
Bellerophons Triumph war jedoch nicht im Sinne Iobates’, und jener übertrug ihm deshalb weitere gefährliche Aufträge. Zuerst musste er gegen das Nachbarvolk, die Solymer, zu Felde ziehen. Er besiegte sie ebenso wie danach die Amazonen. Auf dem Rückweg vom Kampf gegen die Amazonen entging er einem Hinterhalt, den ihm die besten Männer Lykiens auf Befehl Iobates’ gestellt hatten.

### Hochzeit
Nachdem alle Versuche, Bellerophon umkommen zu lassen, fehlgeschlagen waren, glaubte Iobates, Bellerophon sei ein Liebling der Götter, trachtete ihm nicht mehr nach dem Leben, gab ihm seine Tochter Philonoe (je nach Überlieferung auch Antikleia oder Kassandra) zur Frau und schenkte ihm die Hälfte seines Königreichs Lykien. Philonoe gebar Bellerophon die Söhne Isandros und Hippolochos sowie die Tochter Laodameia.

### Bellerophons Ende

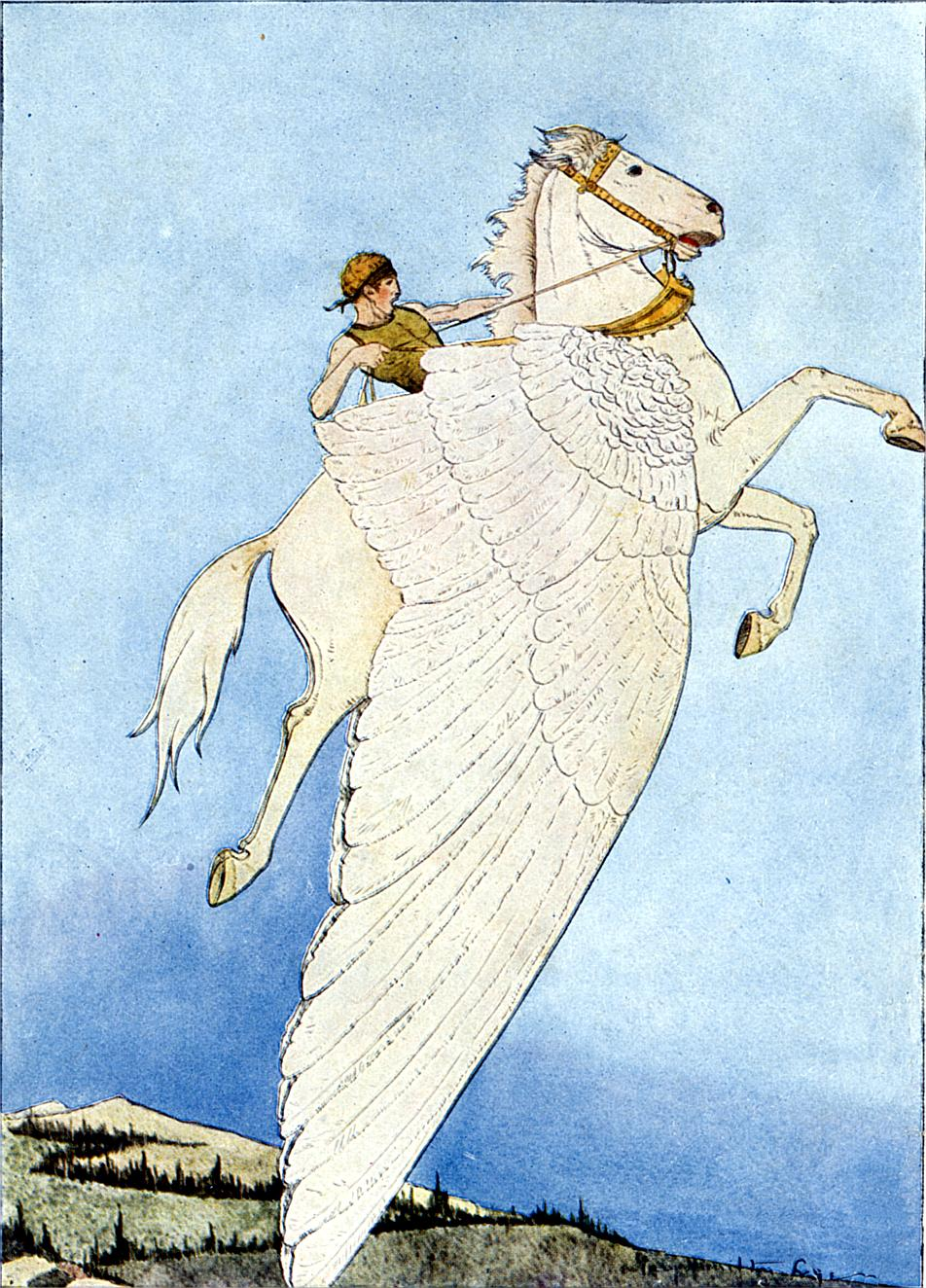
Ja da sitzt er, auf dem Rücken eines geflügelten Pferdes!
(Kinderbuchillustration, 1914)

Bellerophon soll später übermütig geworden sein und versucht haben, mit Pegasus zum Olymp zu fliegen. Diese Hybris  erzürnte Zeus und er schickte eine Bremse, die das Pferd stach, sodass dieses seinen Reiter abwarf. Bellerophon fiel in einen Dornenbusch und war für den Rest seines Lebens verkrüppelt und erblindet; die Menschen meidend, irrte er einsam und trübselig umher. In einem Felsengrab in der antiken Stadt Tlos in Lykien, nahe der heutigen türkischen Stadt Fethiye, das Bellerophongrab genannt wird, sind Darstellungen des Helden und des Pegasos zu sehen.

### Bellerophons Enkel Glaukos
Bellerophon war zwanzig Tage Gast bei Oineus und tauschte mit diesem Geschenke. Diese Freundschaft veranlasste einen Enkel des Bellerophon, Glaukos, den Sohn des Hippolochos, als er im Trojanischen Krieg Diomedes gegenüberstand, mit diesem die Rüstung zu tauschen.

## Künstlerische Darstellungen
Der Bellerophon-Mythos, insbesondere der Kampf gegen die Chimära, ist ein beliebtes Thema der antiken und neuen Kunst.

### Bildende Kunst
- Die etruskische Chimäre von Arezzo

### Dichtung
- Astydamas, Bellerophon (Tragödie)
- Euripides, Bellerophon (Tragödie)
- Theodektes von Phaselis, Bellerophon (Drama)

### Musik
- Jean-Baptiste Lully komponierte 1679 die Oper Bellérophon. Für das Schlussballett existiert seit 1700 eine Choreographie von Raoul-Auger Feuillet für neun Tänzer.
- Josef Mysliveček komponierte die barocke italienische Oper Il Bellerofonte (Uraufführung 1767).